# 蔡平侯
蔡平侯（？—前522年），姬姓，名廬，為春秋諸侯國蔡國第十九任君主，他為蔡景侯姬固之少子、蔡灵侯姬般之弟、隐太子姬友之叔。楚平王熊棄疾復蔡之後，他承襲蔡靈侯擔任該國君主，在位期間為前530年—前522年，共9年。
《左传·昭公十三年》则称廬为蔡灵侯世子友之子，世子友被楚灵王熊圍杀死。